# El héroe (libro de Lee Child)
El Héroe (título original en inglés: The Hero) es la primera obra de no ficción escrita por Lee Child. Fue editada en inglés por TLS Books. En Argentina fue publicada por la editorial Blatt & Ríos con la traducción de Aldo Giacometti.

## Sinopsis
Desde la Edad de Piedra hasta las tragedias griegas, desde Shakespeare hasta Robin Hood, la humanidad siempre contó con sus héroes. Son el centro de la formación de los mitos presentes en toda cultura, aún vigentes en los libros, películas y series de televisión que conquistan al mundo.
En su primera obra de no ficción, el creador de Jack Reacher explora la persistencia del canon heroico establecido por la épica clásica en personajes actuales, como James Bond, demostrando su naturaleza profundamente humana y la siempre vigente necesidad de esta figuración mítica.
También cuenta con un apartado "Sobre Jack Reacher", en el que narra y expone las condiciones autobiográficas que lo llevaron a crear a su personaje, un héroe moderno del que son fanáticos millones de lectores en todo el mundo.

## Recepción
En el diario Free Press Journal: "El héroe es una lectura esencial para cualquiera que intente entender o escribir ficción. Child nos enseña cómo esas historias aún dan forma a nuestra mentalidad y comportamiento en un cada vez más confuso mundo moderno y, con su precisión e ingenio característicos, demuestra que, sin importar cuán avanzados nos volvamos como civilización, siempre necesitarmos héroes."
En el diario El País: "Un lúdico ensayo sobre el héroe a lo largo de la historia escrito por uno de los escritores contemporáneos que más éxito ha tenido a la hora de crear uno. Y, de regalo, un artículo sobre los orígenes de Jack Reacher".